# Renascimento (partido político francês)
Renascimento (em francês: Renaissance; abreviado como RE), anteriormente conhecido como A República em Marcha! (em francês: La République en Marche!), ou simplesmente Em Marcha!, é um partido político francês de cunho social-liberal.
O partido foi fundado em 6 de abril de 2016 pelo ex-ministro da Economia, Indústria e Assuntos Digitais e atual presidente da França, Emmanuel Macron. Após a eleição presidencial de 2017, foi rebatizado para "A República em Marcha!" e apresentou candidatos nas eleições legislativas de 2017, incluindo ex-membros divergentes dos tradicionais partidos, Partido Socialista e do Republicanos, bem como de partidos menores. Como resultado, obteve a maioria absoluta na Assembleia Nacional, garantindo 308 assentos. Por conta dos eventos dos coletes amarelos, o partido veio a perde apoio e consequentemente sua maioria absoluta nas eleições legislativas de 2022, realizando então um governo minoritário.. Em setembro de 2022, veio a mudar seu nome para "Renascimento".
Apresentado como um partido favorável à União Europeia, Macron o considera um "movimento progressista que une a esquerda e a direita". O partido aceita a globalização e quer "modernizar e moralizar" a política francesa. Desde junho de 2019, é membro do grupo parlamentar europeu de cunho liberal, Renovar a Europa.

## História

### Antecedentes e Origem
A Esquerda Livre (em francês: La Gauche Libre), o think-tank do movimento, foi declarado como uma organização em 1.º de março de 2015. Depois, o website lesjeunesavecmacron.fr foi registrado como um domínio em 23 de junho de 2015. Eventualmente, duas páginas do Facebook foram criadas e um domínio extra registrado. Outra organização acabou sendo criada por Macron, declarada como "A Associação pela Renovação da Vida Política" (em francês: L'Association pour le renouvellement de la vie politique) e registrada como um "micropartido" em janeiro de 2016. Isso ocorreu após o en-marche.fr ser reivindicado como um domínio. A Associação pela Renovação da Vida Política foi então registrada como Ema Em Marcha (em francês: Ema En Marche) em março de 2016.

### Fundação

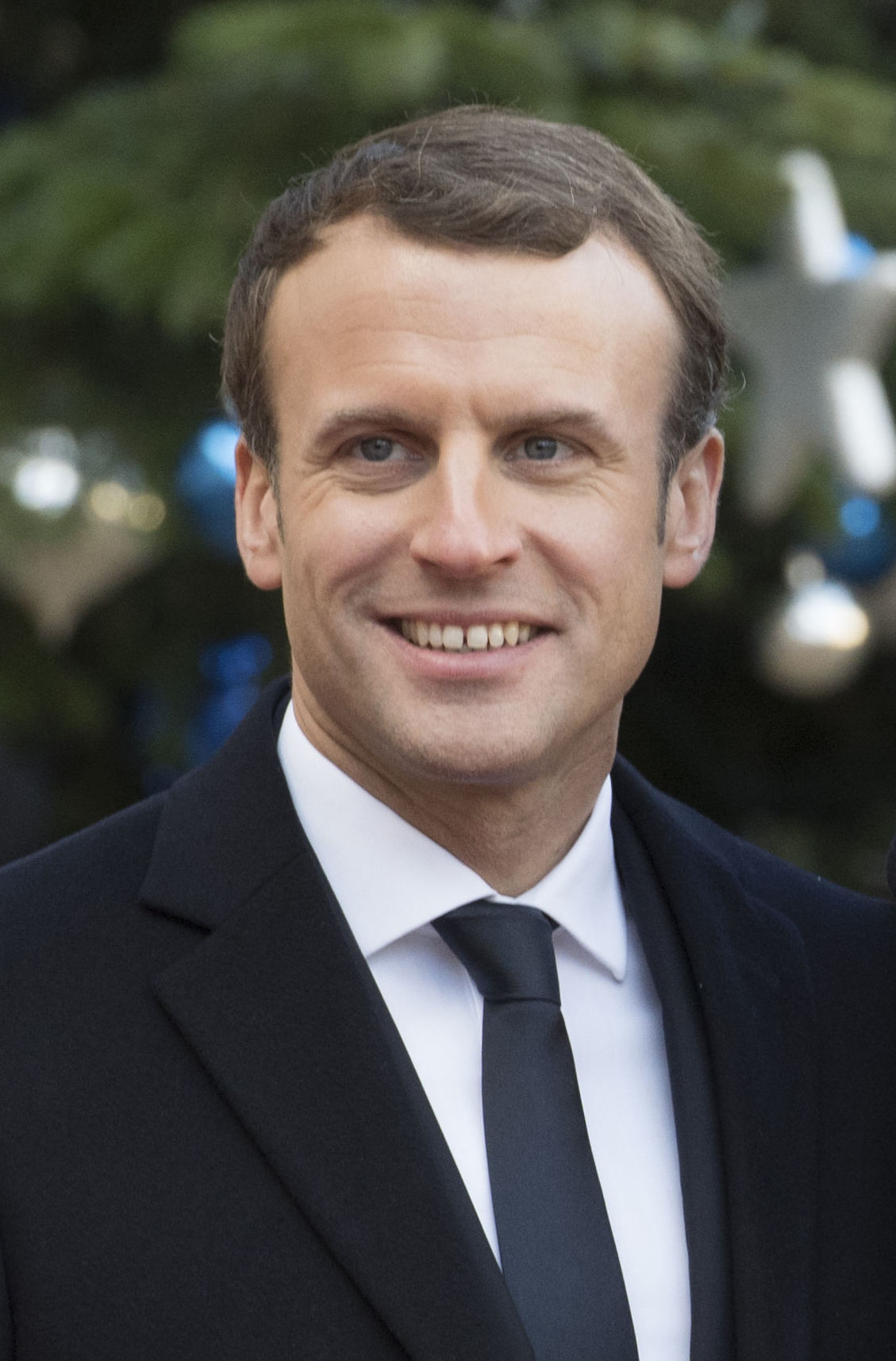
Emmanuel Macron, fundador do partido na qual mais tarde se tornaria o presidente honorário.

Em Marcha! foi oficialmente fundado em 6 de abril de 2016 em Amiens pelo ex-membro do Partido Socialista (PS), Emmanuel Macron com a ajuda do conselheiro político Ismaël Emelien. As iniciais do nome do partido eram as mesmas iniciais do nome de Macron.
O anúncio do Em Marcha! foi a primeira indicação de Macron de que planejava concorrer à presidência, com ele usando Em Marcha! para arrecadar fundos para sua eventual campanha presidencial. O lançamento do partido recebeu ampla cobertura da mídia e essa cobertura continuou a atingir seu pico à medida que as tensões aumentavam entre Macron e outros ministros do governo, pois a lealdade de Macron era questionada. Nas semanas seguintes à criação do Em Marcha!, Macron fez-se ouvir nas pesquisas de opinião, tornando-se visto como o principal concorrente de esquerda.
A criação do Em Marcha! foi bem recebido por várias figuras políticas, incluindo Najat Vallaud-Belkacem, Jean-Pierre Raffarin e Pierre Gattaz, embora também tenha sido criticada por Jean-Luc Mélenchon e Christian Estrosi.
Na tentativa de criar a primeira plataforma de campanha do partido, Macron e o também político Ludovic Chaker recrutaram 4.000 voluntários para realizar pesquisas de porta em porta com 100.000 pessoas, usando as informações obtidas para criar um programa mais próximo do eleitorado francês.
Mais tarde naquele ano, Chaker estruturou o movimento e se tornou o primeiro secretário-geral do Em Marcha!, bem como seu primeiro funcionário oficial. Ele foi então nomeado vice-secretário-geral e coordenador das operações de campanha de Macron para as eleições presidenciais francesas de 2017.

### Eleições Presidenciais de 2017
Como parte de sua candidatura às eleições presidenciais de 2017, Emmanuel Macron organizou muitas reuniões a partir de meados de 2016. A primeira aconteceu no dia 12 de julho, em Paris, na Maison de la Mutualité. A Reunião reuniu cerca de quarenta parlamentares, incluindo Nicole Bricq, ex-figuras políticas como Renaud Dutreil e figuras da sociedade civil como Erik Orsenna e Alexandre Jardin. Emmanuel Macron diz que quer levar seu movimento "até 2017 e até a vitória".

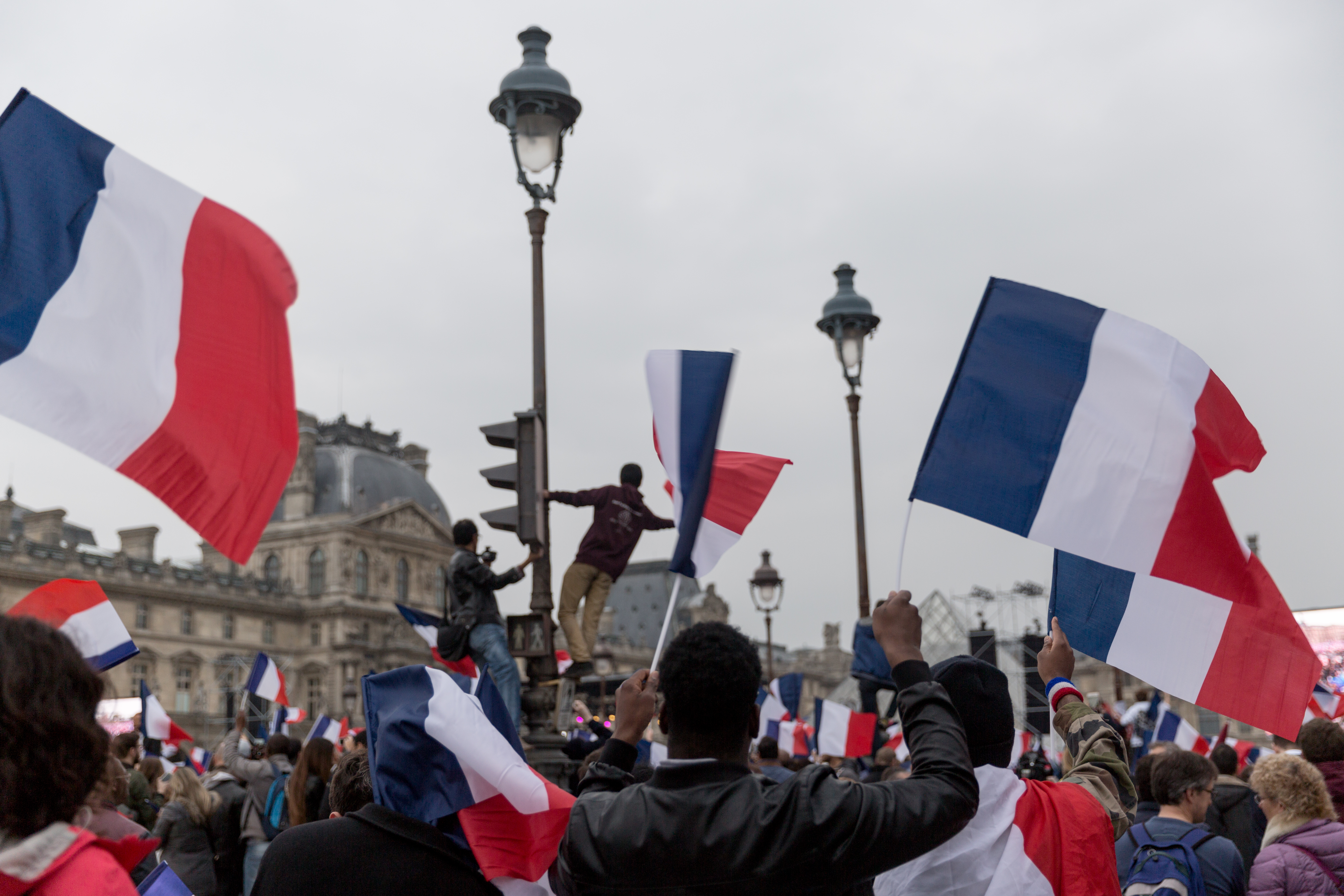
Apoiadores de Macron comemorando a vitória eleitoral em 7 de maio

Em 10 de dezembro de 2016, como forma de já levantar a sua campanha, Macron deu seu "primeiro grande encontro" em París, sendo essa uma "demonstração de força", onde reuniu 15 mil pessoas, segundo a France Info. No discurso, Macron se mostrou ser um candidato de ''terceira via'', nem sendo de esquerda, nem de direita. Afirmou criar os "três escudos: um escudo de segurança, um escudo social ativo e um escudo europeu", além de que deu propostas como: a redução de impostos para todas as empresas e a manutenção do tempo de trabalho legal em 35 horas, bem como a abolição das contribuições para a saúde e o desemprego pagas pelos trabalhadores, em troca de um aumento na CSG. 
Emmanuel Macron terminou em primeiro lugar no primeiro turno da eleição presidencial, obtendo 24,01% dos votos, disputando o segundo turno com a candidata da Frente Nacional, Marine Le Pen, descrita como de extrema-direita e eurocética. Emmanuel Macron acabou sendo eleito com 66,10% dos votos.
No final, a campanha de Emmanuel Macron custou 16,8 milhões de euros, tornando-o o candidato mais caro nas eleições presidenciais de 2017.

### Mudança de nome
Em maio de 2022, o Em Marcha! anunciou que mudaria o nome de seu grupo parlamentar para "Renascimento". Em setembro, o partido também mudou seu nome para "Renascimento". A mudança foi parte de um esforço para reunir toda a maioria presidencial em um único partido, embora apenas os partidos Agir e Territórios do Progresso se fundiram no Renascimento.

## Ideologia
Várias fontes descreveram o partido como sendo um partido pega-tudo de centro ou centro-direita a direita. Em 2017, observadores e comentaristas políticos o descreveram como sendo socialmente e economicamente liberal. O partido também foi descrito como usuário de um discurso similar ao da terceira via adotada pelo Partido Trabalhista do Reino Unido durante a fase do "Novo Trabalhismo" de Tony Blair (o blairismo). Além disso, foi apontado como apoiador de algumas políticas próximas ao liberalismo clássico. Sob a óptica de populistas, o partido é neoliberal.
De acordo com uma pesquisa da Ipsos realizada em março de 2018, parte da percepção pública vê que o partido mudou para a direita desde março de 2017, com 45% dos entrevistados classificando o partido como de centro-direita (25%) a direita (20%). 21% dos entrevistados o colocam no centro, em comparação com 33% em março de 2017.

## Resultados eleitorais

### Eleições presidenciais
| Data | Candidato(a)    | 1.ª Volta | 1.ª Volta | 1.ª Volta | 2.ª Volta | 2.ª Volta  | 2.ª Volta | Resultado |
| Data | Candidato(a)    | Cl.       | Votos     | %         | Cl.       | Votos      | %         | Resultado |
| ---- | --------------- | --------- | --------- | --------- | --------- | ---------- | --------- | --------- |
| 2017 | Emmanuel Macron | 1.º       | 8.656.346 | 24,01%    | 1.º       | 20.743.128 | 66,10%    | Eleito    |
| 2022 | Emmanuel Macron | 1.º       | 9.783.058 | 27,85%    | 1.º       | 18.779.641 | 58,55%    | Eleito    |

### Eleições legislativas
| Data | 1.ª Volta | 1.ª Volta | 1.ª Volta | 2.ª Volta | 2.ª Volta | 2.ª Volta | Deputados | Status           |
| Data | Cl.       | Votos     | %         | Cl.       | Votos     | %         | Deputados | Status           |
| ---- | --------- | --------- | --------- | --------- | --------- | --------- | --------- | ---------------- |
| 2017 | 1.º       | 6.390.797 | 28,21%    | 1.º       | 7.826.432 | 43,06%    | 309 / 577 | Maioria absoluta |
| 2022 | 2.º       | 3.758.004 | 16,52%    | 1.º       | 5.227.183 | 25,19%    | 157 / 577 | Maioria relativa |

### Eleições para o Senado
| Data | Assentos | Cl. | Status   |
| ---- | -------- | --- | -------- |
| 2017 | 21 / 348 | 4.º | Oposição |
| 2020 | 21 / 348 | 4.º | Oposição |

### Eleições europeias
| Data | Cl. | Votos     | %      | Deputados |
| ---- | --- | --------- | ------ | --------- |
| 2019 | 2.º | 5.079.015 | 22,42% | 11 / 74   |